# لوشتیتسا (هرتسگ نووی)
لوشتیتسا (به لاتین: Luštica) یک منطقهٔ مسکونی در مونته‌نگرو است که در شهرداری هرتسگ نووی واقع شده‌است. لوشتیتسا ۳۱۱ نفر جمعیت دارد.